# Pomnik Wyzwolenia Ziemi Warmińsko-Mazurskiej

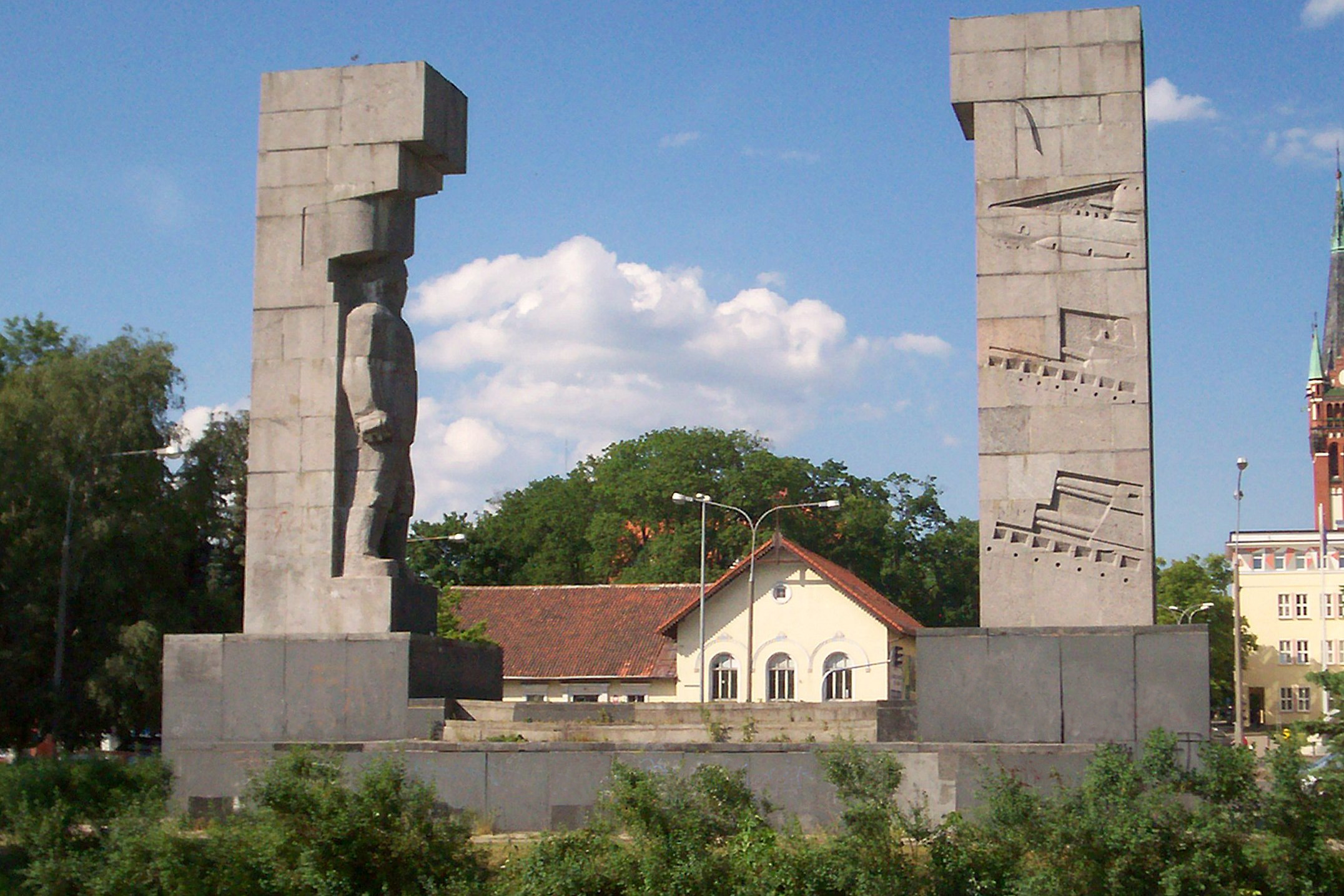
Widok na pomnik od ul. 22 Stycznia

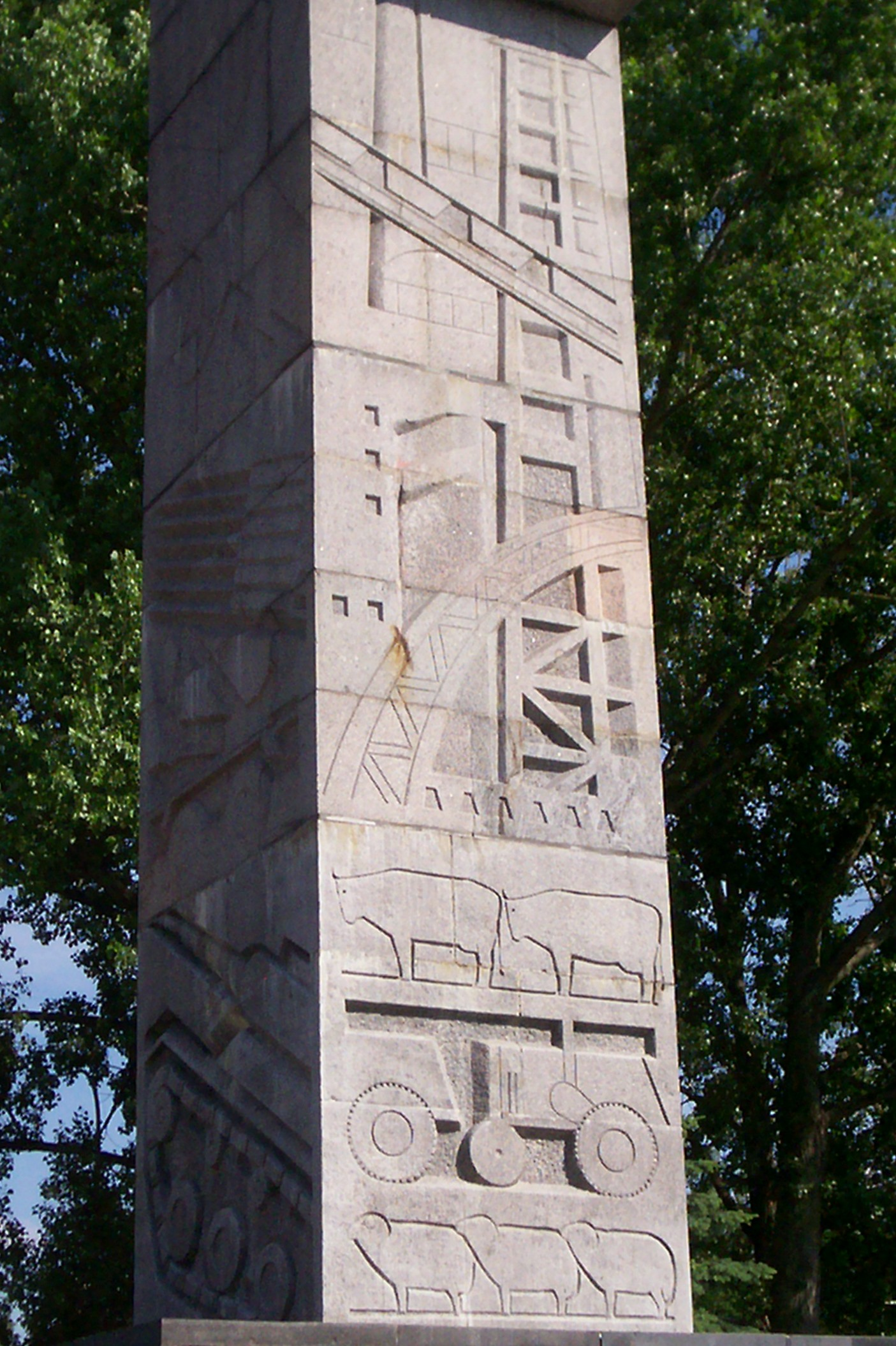
Jeden z dwóch pylonów pomnika

Pomnik Wyzwolenia Ziemi Warmińskiej i Mazurskiej, pierwotnie nazwany Pomnikiem Wdzięczności Armii Czerwonej, potocznie nazywany Szubienicami – pomnik stojący w Śródmieściu Olsztyna na placu Xawerego Dunikowskiego (wcześniej plac Armii Czerwonej) przy al. Piłsudskiego (dawna al. Zwycięstwa). Pomnik odsłonięto w 1954 roku.
Składa się z dwóch szarych charakterystycznych pylonów, mających symbolizować niezamknięty łuk triumfalny.

## Lokalizacja pomnika
Pomnik znajduje się na placu Xawerego Dunikowskiego (dawnym placu Armii Czerwonej w Śródmieściu – nazwa placu w latach 1957–1990, a nie placu gen. Bema, który w latach 1947–1956 nosił nazwę placu Armii Czerwonej).
W sąsiedztwie znajdują się:
- al. Piłsudskiego (na północ)
- ul. Emilii Plater oraz gmach dawnej Rejencji olsztyńskiej, dzisiejszego Wojewódzkiego Sądu Administracyjnego i Urzędu Marszałkowskiego (na wschód)
- ul. 22 Stycznia (na południe)
- „Aura Centrum Olsztyna” (na zachód)

## Historia pomnika
22 stycznia 1945 Olsztyn zajęły oddziały Armii Czerwonej; po kilku dniach stacjonowania żołnierze radzieccy podpalili miasto – zniszczeniu uległo ok. 40% zabudowy, w tym wiele zabytków kultury.
Mimo to, w wyniku założeń ówczesnej doktryny politycznej w Polsce, ówczesne władze postanowiły w namacalny sposób wyrazić swoją „wdzięczność” dla Armii Czerwonej za wyzwolenie od niemieckiego okupanta. Zleceniodawcą pomnika był ówczesny wojewoda olsztyński – Mieczysław Moczar, oficjalnie decyzja była firmowana przez Towarzystwo Przyjaźni Polsko-Radzieckiej.
Projekt pomnika wykonał Xawery Dunikowski, były więzień obozu koncentracyjnego Auschwitz-Birkenau w Oświęcimiu. W założeniu pomnik upamiętnia żołnierzy II i III Frontu Białoruskiego walczących w Prusach Wschodnich. Monument został wykonany z elementów kamiennych pochodzących z pomnika bitwy pod Tannenbergiem (niem. Tannenberg-Denkmal), przekształconego później na mauzoleum Hindenburga (Paul von Hindenburg), znajdującego się niegdyś w Sudwie pod Olsztynkiem (obecnie nie istnieje). Wykonali go trzej krakowscy rzeźbiarze: Tadeusz Sieklucki, Edward Koniuszy i Antoni Kostrzewa, przy pomocy kamieniarzy z Warszawy.
Na pomniku wykuto typowe sceny z walk podczas II wojny światowej, czołg, sylwetkę żołnierza oraz sceny odnoszące się do socrealizmu: pracy na roli i w przemyśle oraz sierp i młot – godło ZSRR. Pomnik miał pierwotnie stanąć na środku ronda na placu Bema, jak ogłoszono w uchwale Rady Miejskiej Olsztyna, ale zmieniono plany i ustawiono pomnik wraz z nowym placem Armii Czerwonej w ścisłym Śródmieściu Olsztyna. Wokół pomnika posadzono drzewa iglaste, ustawiono słupy do flag państwowych oraz wybudowano schody do wejścia bliżej pylonów na wschodnim krańcu dawnego pl. Armii Czerwonej. W związku z brakami funduszy w Olsztynie prace nad budową pomnika trwały kilka lat. Uroczyste odsłonięcie pomnika nastąpiło 21 lutego 1954 r. W latach 60. XX w. pomnik był obiektem ataku, dokonanego przez nieznanych sprawców, dochodzenie w tej sprawie prowadziła Wojskowa Prokuratura Garnizonowa w Olsztynie.
Wraz ze zmianami ustrojowymi w roku 1989 pojawiły się głosy, że pomnik trzeba rozebrać. Zmieniono nazwę placu i nazwę pomnika z „Pomnik Wdzięczności Armii Czerwonej” na „Pomnik Wyzwolenia Ziemi Warmińskiej i Mazurskiej”. O przeniesienie pomnika zabiegali również politycy Tomasz Głażewski i Jerzy Szmit. W 1992 sformułowano list otwarty do władz państwowych i samorządowych z żądaniem natychmiastowej i całkowitej likwidacji pomnika, ponieważ nie stanowi on zabytku i jest symbolem znienawidzonego, krwawego sowieckiego terroru. List podpisali m.in.: Światowy Związek Żołnierzy AK, Związek Więźniów Politycznych Okresu Stalinowskiego, Związek Sybiraków, Rodzina Katyńska i Polski Związek Kombatantów. W 1993 r. pomnik został wpisany do rejestru zabytków. W 2010, na mocy uchwały Rady Miasta, zlecono wyczyszczenie i renowację pomnika oraz przygotowanie tablicy z informacjami o pomniku. W sierpniu 2022 r. minister kultury i dziedzictwa narodowego podjął decyzję o uchyleniu wpisu do rejestru zabytków. W listopadzie 2022 r. z pomnika skuty został symbol sierpa i młota.
Dziś plac pełni rolę parkingu samochodowego. O granitowe płyty na placu przed monumentem w początku lat 90. XX wieku upomniały się władze Olsztynka, motywując to, że przed II wojną światową była to ich własność. Zostały one częściowo zastąpione kostką brukową. Płyty kamienne z mauzoleum pozostały w pasie na osi założenia i w murku oddzielającym plac od al. Piłsudskiego.